# Tiempo local (matemática)

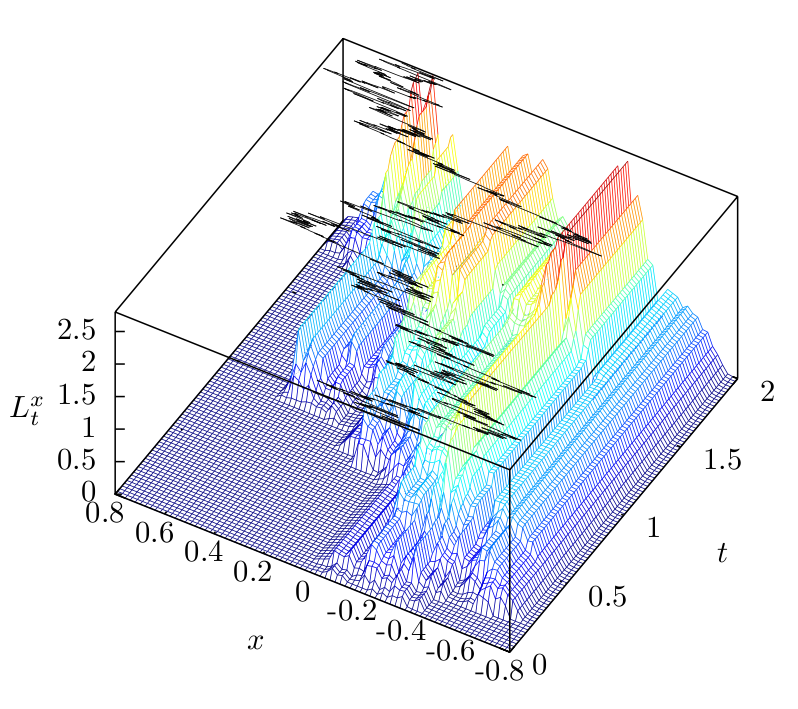
Una muestra de la ruta de un proceso Itō junto con su superficie de tiempos locales.

En la teoría matemática de los procesos estocásticos, el tiempo local es un proceso estocástico asociado con procesos de difusión tales como el movimiento browniano, que caracteriza el tiempo que pasa una partícula en un nivel específico. El tiempo local es muy útil y suele aparecer en diversas fórmulas de integración estocástica si el integrando no es suficientemente regular, como en el caso de la fórmula de Tanaka.

## Definición formal
Matemáticamente, la definición de tiempo local es 
{\displaystyle \ell (t,x)=\int _{0}^{t}\delta (x-b(s))\,ds}
donde b(s) es el proceso de difusión y δ es la delta de Dirac. Es un concepto inventado por Paul Pierre Lévy. La idea básica es que ℓ(t, x) es una medición (reajustada) de cuánto tiempo ha pasado b(s) en x hasta el tiempo t. Lo cual puede expresarse como sigue:
{\displaystyle \ell (t,x)=\lim _{\varepsilon \downarrow 0}{\frac {1}{2\varepsilon }}\int _{0}^{t}1\{x-\varepsilon <b(s)<x+\varepsilon \}\,ds,}
donde se comprende por qué se denomina tiempo local de b en x.